# Сцепной вес локомотива

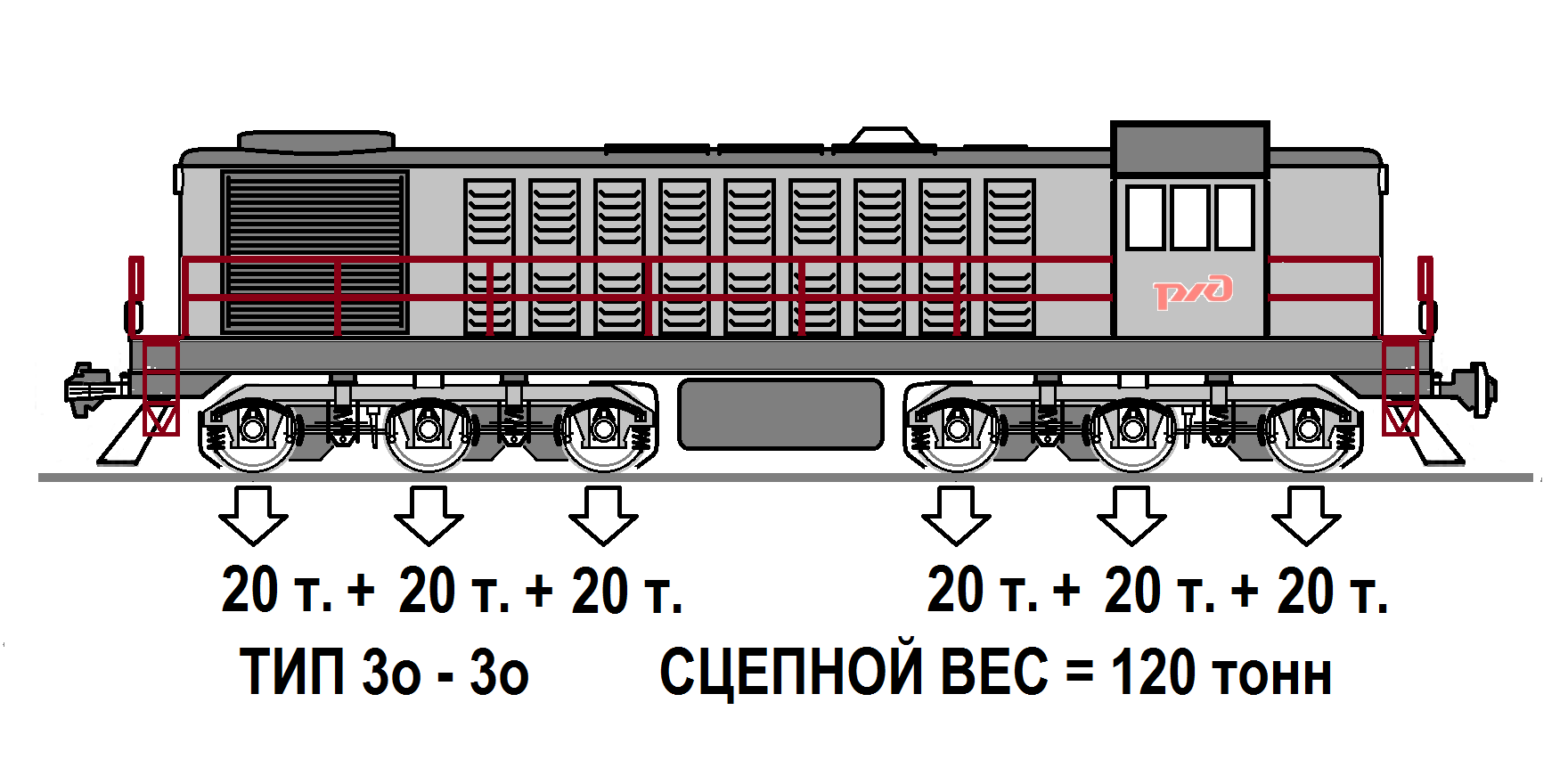
Сцепной вес шестиосного локомотива типа 3о—3о.
На современных локомотивах все их колёсные пары являются ведущими, поэтому их сцепной вес всегда равен их служебному весу.

Сцепной вес локомотива — вес локомотива, приходящийся на все его ведущие (сцепные) колёсные пары. Используется для создания силы сцепления между колёсами и рельсами и позволяет превратить окружное усилие на ободе движущих колёс во внешнюю силу тяги локомотива. Сцепной вес принимают по служебной (учётной) массе с 1/3 запаса топлива и песка (при электротяге — только песка).
Сцепной вес является важной характеристикой эксплуатационных качеств локомотива. Максимум результирующего касательного тягового и тормозного усилий пропорционален сцепному весу и характеризуется коэффициентом сцепления. Сцепной вес локомотива рассчитывается без учёта возможного изменения его при движении, так как при этом лишь перераспределяется по движущим осям. При наличии на локомотиве поддерживающих или бегунковых осей возможно применение увеличителей сцепного веса — механизмов, снимающих часть веса локомотива с дополнительных колёс и передающих его на сцепные.
Недостаточный сцепной вес при достаточной мощности локомотива и избыточном весе состава может привести к боксованию. Для увеличения сцепного веса модели локомотивов, рассчитанные на работу с тяжёлыми поездами, могут догружаться балластом. Сцепной вес маневровых локомотивов, если это конструктивно предусмотрено, может быть увеличен за счёт укладки специальных плит, а у тяговых агрегатов (локомотивов с моторными вагонами) — за счёт массы перевозимого в моторных вагонах груза. С другой стороны, рост сцепного веса ограничен максимально допустимой нагрузкой локомотива на ось.